# Mason (Illinois)
Mason – miasto w Stanach Zjednoczonych, w stanie Illinois, w hrabstwie Effingham.